# Wzorcowate
Wzorcowate (Rhizocarpaceae M. Choisy ex Hafellner) – rodzina grzybów z rzędu Rhizocarpales.

## Systematyka
Pozycja w klasyfikacji według Index FungorumRhizocarpaceae, Rhizocarpales, Lecanoromycetidae, Lecanoromycetes, Pezizomycotina, Ascomycota, Fungi.
Takson ten utworzyli Josef Hafellner i Maurice Choisy w 1984 r.
Według aktualizowanej klasyfikacji Index Fungorum bazującej na Dictionary of the Fungi do rodziny tej należą rodzaje:
- Catolechia Flot. 1850
- Epilichen Clem. 1909
- Poeltinula Hafellner 1984 – poeltinula
- Rhizocarpon Ramond ex DC. 1805 – wzorzec[2].

Nazwy polskie według W. Fałtynowicza.